# نمایندگان زنجان در مجلس شورای اسلامی
دورهٔ اول
- سید احمد صدر حاج‌سیدجوادی (زنجان)
- محمد رجائیان (زنجان)
- محمد شجاعی (زنجان)
- مصطفی ناصری (طارم)
- اسدالله بیات زنجانی (طارم)
- قهرمان رحمانی (تاکستان)
- محسن رهامی (قیدار نبی(ع))
- فرج‌الله واعظی (ابهر)

دورهٔ دوم
- احمد عزیزی (زنجان)
- مصطفی ناصری (طارم)
- اسدالله بیات زنجانی (طارم)
- سید حسین محمدی‌آذر (تاکستان)
- محسن رهامی (قیدار نبی(ع))
- سید حسن موسوی‌پور (ابهر)
- غلامرضا بیات (ماهنشان)

دورهٔ سوم
- مروت‌الله پرتو (قیدار نبی(ع))
- داوود حاجی‌ناصری (طارم)
- اسدالله بیات زنجانی (طارم)
- قهرمان رحمانی (تاکستان)
- مصطفی مرسلی (ابهر، خرمدره)
- رضا عبداللهی (ماهنشان)

دورهٔ چهارم
- احمد حکیمی‌پور (زنجان)
- مصطفی ناصری (طارم)
- رجب رحمانی (تاکستان)
- سید محمدعلی موسوی (قیدار نبی(ع))
- سید افضل امیرجهانی (ابهر،خرمدره)
- رضا عبداللهی (ماهنشان)

دورهٔ پنجم
- جواد باقرزاده (زنجان)
- غلامحسین جلیل‌خانی (زنجان)
- سید فتاح موسوی (طارم)
- رجب رحمانی (تاکستان)
- سید محمدعلی موسوی (قیدار نبی(ع))
- احمد مهدوی (ابهر،خرمدره)
- رضا عبداللهی (ماهنشان)

دورهٔ ششم
- مروت‌الله پرتو (قیدار نبی(ع))
- ابوالفضل شکوری (زنجان)
- سید افضل موسوی (طارم)
- رجب رحمانی (تاکستان)
- سید افضل امیرجهانی (ابهر،خرمدره)
- رضا عبداللهی (ماهنشان)

دورهٔ هفتم
- سید جلال‌الدین حسینی (طارم)
- رفعت بیات (طارم)
- محمد سلطانی (قیدار نبی(ع))
- احمد مهدوی ابهری (ابهر،خرمدره)
- رضا عبداللهی (ماهنشان)

دورهٔ هشتم
- جمشید انصاری (طارم)
- سعدالله نصیری قیداری (طارم)
- سید فاضل موسوی (قیدار نبی(ع))

ه* احمد مهدوی ابهری (ابهر،خرمدره)
- رضا عبداللهی (ماهنشان)

## نمایندگان شهر زنجان در مجلس شورای اسلامی
نمایندگان دوره اول
محمد رجائیان
محمد شجاعی
نمایندگان دوره دوم
مصطفی ناصری
اسدالله بیات
نمایندگان دوره سوم
اسدالله بیات
داوود حاج ناصری
نمایندگان دوره چهارم
مصطفی ناصری
احمد حکیمی پور
نمایندگان دوره پنجم
غلامحسین جلیلخانی
جواد باقرزاده
نمایندگان دوره ششم
سید افضل موسوی
ابوالفضل شکوری
نمایندگان دوره هفتم
سید جلال حسینی
رفعت بیات
نمایندگان دوره هشتم
سعدالله نصیری قیداری
جمشید انصاری
نمایندگان دوره نهم
محسن علیمردانی
محمد اسماعیلی
نمایندگان دوره دهم
فریدون احمدی
وقفچی
نمایندگان دور یازدهم
مصطفی طاهری
مهدی باقری
نمایندگان دور دوازدهم
مصطفی طاهری